# アニセタス・シムティス
アニセタス・シムティス（英語: Anicetas Simutis, 1909年2月11日 - 2006年3月8日）は、リトアニアの外交官、経済学者。
リトアニアがソ連に支配され独立を失っていた期間に、その非合法性を主張するため象徴的な意味で駐米リトアニア総領事館の総領事として在任・活動していた。独立回復・国連加盟後の初代国連大使。「リムティス」とも表記される。

## 生涯
1931年、リトアニア外務省に勤務。1936年、米国ニューヨーク州のリトアニア総領事館書記官として勤務。1937年－1940年、同州のコロンビア大学で学び修士号を取得。
リトアニアがソ連によって占領、併合を宣言された後も米国内のリトアニア総領事館はそれを認めず、活動し続けた。シムティスは1951年1月に副領事、1967年に総領事として米国務省から承認され、実際上の効力はなかったものの、亡命リトアニア人らからの申請を受けてリトアニア国名義の「パスポート」を発行し続けた。
その後、1990年代にソ連が衰退する中、リトアニアを含むバルト三国が独立を回復し、再び国際的な承認を受けた。シムティスは1991年、国連に加盟したリトアニアの初代国連大使に任命され、1994年まで務めた。
まだリトアニアが独立を回復する前はアパートの一室が「総領事館」であり、そこで活動している際にNHKのテレビシリーズ「21世紀は警告する」取材班の取材を受け、自らの活動を紹介した。
番組は1984年04月13日に放送されたほか、取材記録は書籍化され、シリーズの第1巻「祖国喪失／国家が『破産』する時」に収録されている。